# عملية مولر-روتشو

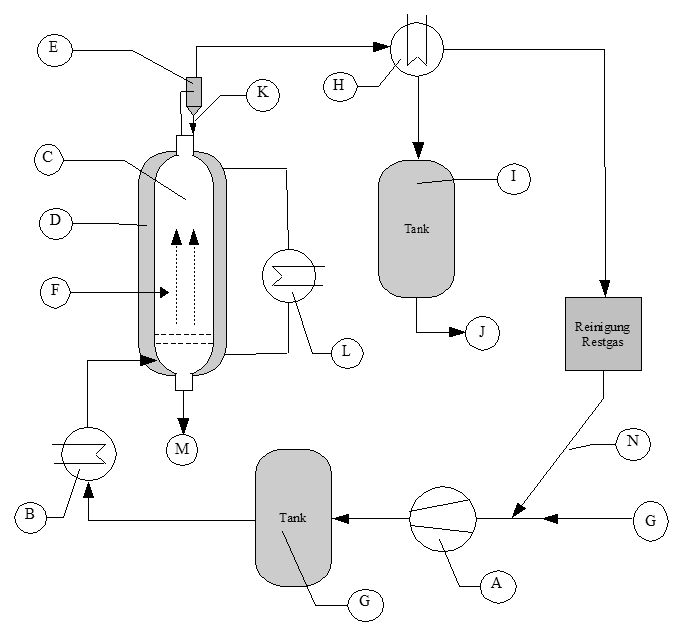
عملية مولر-روتشو

عملية مولر-روتشو هي عملية صناعية تستخدم من أجل تحضير مركبات السيليكون العضوية على نطاق صناعي. تنسب العملية إلى الألماني ريشارد مولر والأمريكي يوجين روتشو Eugene G. Rochow، واللذان اكتشفاها بشكل منفصل في أربعينات القرن العشرين.
تعرف العملية أيضاً باسم باسم «العملية المباشرة» Direct process، وهي تعتمد على التفاعل الكيميائي التالي:
{\displaystyle \mathrm {2\ CH_{3}Cl+Si\longrightarrow (CH_{3})_{2}SiCl_{2}} }
حيث يستحصل على مركب ثنائي ميثيل ثنائي كلوريد السيلان، والذي يستخدم بشكل أساسي في تصنيع البوليميرات السيليكونية. ينتج من هذا المركب حوالي 1.4 مليون طن سنوياً.